# 豊住崟
豊住 崟（とよずみ たかし、1928年8月21日 - 2016年9月9日）は、日本の経営者。ダイハツ工業社長、会長を務めた。

## 経歴
三重県出身。1948年に松山経済専門学校を卒業し、同年にトヨタ自動車工業に入社。1980年9月に取締役に就任し、1986年9月にダイハツ工業に転じ、1988年9月に副社長を経て、1992年6月に社長に就任。1995年6月に会長に就任。
1992年11月に藍綬褒章を受章した。